# Terremoto de Célebes de 2018
El Terremoto y Tsunami de Indonesia de 2018 fue un potente sismo y posterior tsunami mortífero que ocurrió a las 18:02 hora local (UTC+8), del viernes, 28 de septiembre de 2018. El sismo se produjo en Indonesia a 77 km de la capital provincial de Palu y se sintió en varias zonas de la provincia de Célebes Central y de Malasia. 5.007 personas fallecieron bajo el lodo causado por la licuefacción del suelo producto del terremoto en varias aldeas.

## Antecedentes, tectónica y sismicidad

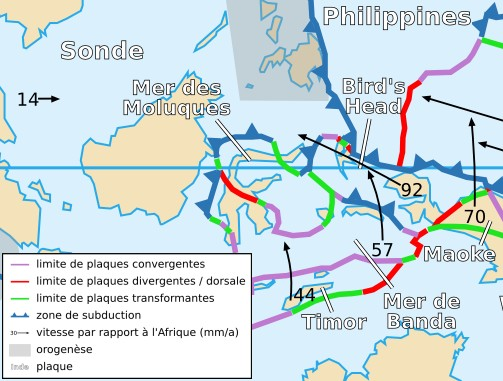
Placa del mar de las Molucas (Mer des Moluques) y las demás placas tectónicas en la isla indonesia de Célebes.

La isla indonesia de Célebes está ubicada sobre 3 placas tectónicas de tipo secundarias:
- Placa del mar de las Molucas
- Placa de la Sonda
- Placa número 44

La provincia de Célebes Central, donde se produjo el terremoto del 28 de septiembre de 2018, está sobre la placa del mar de las Molucas.
Además, gran parte de Indonesia se encuentra en el cinturón de fuego del Pacífico, lo que provoca que ese país tenga una actividad sísmica y volcánica activa.
Anterior al terremoto de Célebes de septiembre de 2018, se habían registrado cientos de sismos más desde enero hasta el 28 de septiembre de 2018, algunos, mayores a magnitud 7. Se pueden mencionar: los terremotos de Lombok de julio y agosto de 2018, el terremoto de Yakarta de enero de 2018, entre otros más.

## Sucesos

### Terremotos

#### Premonitor
Alrededor de 3 horas antes del terremoto principal, se registró un sismo de magnitud 6.1° Mw. Según el portavoz de la Agencia Nacional de Gestión de Desastres de Indonesia, el terremoto duró alrededor de 10 segundos.

#### Principal
A las 18:02:44 horas (hora local) se registró el inicio de un sismo. Conforme se desarrollaba el fenómeno, aumentó su magnitud y empezó a sentirse en varias zonas y a ocasionar daños. Después del terremoto, se anunció que su magnitud era de 7.5° Mw y se ubicó 58 km al noreste de Donggala con una profundidad de 10 km. Se sintió en las provincias indonesias de Célebes Central, Célebes Occidental, Borneo Oriental, Borneo Septentrional y en la ciudad malasia de Tawau.

### Tsunami
La Agencia de Meteorología, Climatología y Geofísica emitió una alerta temprana de tsunami para las áreas costeras de la regencia de Donggala, la ciudad de Palu y parte de la costa norte de la regencia de Mamuju. Se previó que el tsunami tuviera una altura de 0.5 a 3 metros con un tiempo de llegada a la ciudad de Palu a las 18:22. A las 18:27 hubo un aumento de 6 cm en el nivel del mar en la costa de la regencia Mamuju. En Palu Bay, el punto más cercano al epicentro, se estimó que el tsunami tuviera 1.5 metros de altura. A las 18:37, se puso fin a la alerta temprana de tsunami.
Sin embargo, minutos después del terremoto se registraron tres olas de tsunami que impactaron principalmente la ciudad de Palu y la regencia de Donggala. La primera impactó 1 o 2 minutos después del sismo. La segunda ola llegó 3  minutos después del sismo y finalmente, la tercera llegó 10 minutos después del movimiento telúrico. Las olas superaron los 11 metros de altura y llegaron más de 468 metros tierra adentro.

## Consecuencias

### Víctimas
Del terremoto premonitorio, se confirmó que una persona había fallecido y otras 10 resultaron heridas.
El portavoz de la Agencia Nacional de Gestión de Desastres (BNPB), Sutopo Purwo Nugroho, dijo que 4340 personas habían fallecido, 10.679 fueron heridos y más de 70 mil fueron evacuados o desplazados. La mayoría de las víctimas fueron registradas en la ciudad de Palu.
Se estima que entre 5.000 y 6.000 indonesios quedaron enterrados por la licuefacción del suelo producto del terremoto en varias aldeas de palu entre ellas balaroa y petobo.

### Daños
- En Palu:

Se derrumbó una mezquita y una sección importante del Hospital de Antapura. El Tatura Mall de Palu's (uno de los centros comerciales más antiguos de Palu) y un hotel de ocho pisos, identificado como el Hotel Roa-Roa, se derrumbaron atrapando a docenas de personas.
El Aeropuerto Mutiara SIS Al-Jufrie se vio obligado a cerrar debido a grandes grietas, una de las cuales tenía 500 metros de largo, que se había formado en la pista. Los funcionarios del aeropuerto confirmaron que el sistema de navegación estaba dañado y la torre de control del aeropuerto se derrumbó. Un trabajador murió mientras observaba el despegue de un avión de Batik Air durante el terremoto. El 29 de septiembre de 2018 se reabrió el aeropuerto para una operación limitada. Las autoridades confirmaron que numerosos asentamientos y zonas residenciales, incluidas más de mil viviendas, habían sido destruidas por el terremoto y el tsunami.
Las autoridades confirmaron que el puente icónico de Palu y el puente Kuning Ponulele, fueron destruido por el terremoto y el tsunami posterior. Los caminos hacia y desde la ciudad, que la conectan con Makassar y Poso , también sufrieron graves daños.
La comunicación con el área afectada se vio seriamente obstaculizada, ya que el presidente Joko Widodo inicialmente no pudo comunicarse con el gobernador Longki Djanggola. Los hospitales locales sufrieron daños, con el director del Hospital Palu Undata optando por tratar a las víctimas fuera del hospital e hizo una petición pública para tiendas de campaña, medicamentos, lienzos y enfermeras. El director de una prisión en Palu informó que más de la mitad de sus 560 reclusos huyeron en pánico cuando los muros de la prisión se derrumbaron.
En tanto a los daños ocasionados por el tsunami, la parte costera quedó inundada, dejando a decenas hogares, locales y otros lugares dañados y bajo el agua. Los muelles y puertos de la ciudad quedaron muy dañados debido a la fuerza de impacto de la ola. El puerto de Pantoloan fue el peor dañado. Allí, las grúas utilizadas para la carga y descarga de contenedores también se derrumbaron.
- En Donggala:

Se registraron más de 1000 edificios dañados y cortes en las comunicaciones y la red eléctrica. Es todo lo que se conoce debido a que a que las autoridades de la regencia no han establecido contacto con las autoridades.

## Respuesta y reacciones al desastre

### Respuesta gubernamental
El presidente Joko Widodo expresó sus condolencias por el desastre del terremoto. Dio instrucciones para coordinar la gestión de desastres. Además, el Ministro Coordinador de Asuntos Políticos, Legales y de Seguridad, Wiranto, el Gobernador de Sumatra del Norte, Edy Rahmayadi, el vicepresidente de la Cámara de Representantes de Indonesia, Fadli Zon, y Anies Baswedan, Gobernadora de Yakarta, también expresaron sus condolencias sobre el terremoto.
La ayuda de 6-8 toneladas enviada por el gobierno indonesio fue distribuida por una aeronave TNI Hercules. En otros lugares, la asistencia se canalizó a través de rutas marítimas desde Bitung, la provincia de Célebes del Norte, Samarinda y Kalimantan del este. Según el informe de la Agencia Anadolu de Indonesia, había 32 voluntarios especializados en evacuación, logística, primeros auxilios, enfermeras, saneamiento de agua y salud, puestos y cocinas públicas. La Sociedad de la Cruz Roja de Indonesia (Palang Merah Indonesia) también ha enviado logística de emergencia en forma de 200 mantas, 200 colchonetas, 500 bidones y 200 pareos y fondos de respuesta de emergencia.

### Ayuda y reacciones internacionales

#### América
- Canadá: La ministra canadiense de Desarrollo Internacional, Marie-Claude Bibeau, anunció que su país proporcionó un equivalente de casi 1200 millones de dólares en asistencia de emergencia a Indonesia tras el desastre; "Canadá está profundamente triste por la pérdida de vidas y la devastación que dejó el poderoso terremoto y el tsunami que azotó a Indonesia", expresó la funcionaria.[26]
- México: “El gobierno de México, por medio de la Secretaría de Relaciones Exteriores, expresa sus más profundas condolencias al pueblo y al gobierno de Indonesia ante la irreparable pérdida de vidas humanas y los devastadores efectos del sismo y el tsunami subsecuente que afectó las ciudades de Palu y Donggala, en la isla Célebes”, difundió la Cancillería mexicana.[27]
- Venezuela: Delcy Rodríguez, vicepresidenta de Venezuela, anunció la donación de 10 millones de dólares para las víctimas.[28]

#### Asia
- Arabia Saudita: El gobierno de Arabia emitió un telegrama expresando su dolor y simpatía con Indonesia.[29]
- China: El presidente chino Xi Jinping expresó sus condolencias y simpatía a Indonesia. Asimismo, mostró su consternación por los fenómenos.[30]
- India: India lanzó una operación para brindar asistencia a las víctimas del terremoto y tsunami en Indonesia, enviando dos aviones y tres buques navales que transportan material de socorro al país, dijo el 3 de octubre el Ministerio de Asuntos Exteriores.[31]
- Israel: Según un informe, Israel envió dispositivos de purificación de agua a Célebes. La ayuda se envió a través de la Cruz Roja debido a que Israel e Indonesia no tienen relaciones diplomáticas formales.[32]
- Malasia: La vice primera ministra Datuk Seri Dra. Wan Azizah binti Wan Ismail anunció el envío de equipos SMART (Equipo especial de ayuda y rescate en casos de desastre en Malasia) para la búsqueda y rescate. También mencionó que el gobierno malayo donaría 500,000 dólares malasios.[33]
- Singapur: La Cruz Roja de Singapur distribuyó fondos por valor de 50,000 dólares de Singapur.[34]
- Taiwán: La presidenta mostró su apoyo en una declaración gubernamental.[35]
- Turquía: La fundación IHH Turquía envió asistencia a Indonesia.[35]

#### Europa
- Alemania: Steffen Seibert, portavoz del Ejecutivo germano, informó en conferencia de prensa la entrega de 1,5 millones de euros a la Unión Europea para medidas de ayuda inmediata a los damnificados.[36]
- Escocia: Una organización benéfica escocesa envió asistencia a Indonesia.[35]
- España: La Agencia Española de Cooperación Internacional para el Desarrollo (AECID) aportó 300 000 euros para resolver situación de las poblaciones afectadas.[37]
- Reino Unido: El gobierno británico anunció el envío de un avión Airbus A400 Atlas con cargamento de víveres, la fragata HMS Argyll de la Marina Real británica y un equipo de reconocimiento.[38]
- República Checa: El gobierno checo destinó cerca de 400 000 euros para ayudar a las víctimas, dijo el viceministro de Relaciones Exteriores, Tomáš Petříček.[39]
- Rusia: "El presidente de Rusia, Vladímir Putin, hizo llegar un telegrama con sus condolencias al líder indonesio, Joko Widodo, con motivo de las múltiples víctimas humanas y las destrucciones a gran escala provocadas por el tsunami que arrasó la isla de Sulawesi (Célebes)", indica un comunicado del gobierno ruso.[40]
- Santa Sede: En un mensaje pronunciado al concluir el tradicional rezo dominical del Ángelus en la Plaza de San Pedro el 30 de septiembre, el papa Francisco dijo que ora por los difuntos, los heridos y quienes perdieron sus viviendas y el empleo. Asimismo, invocó el consuelo y apoyo de Dios para los esfuerzos de los participantes en las tareas de socorro.[41]

#### Oceanía
- Australia: La ministra de Asuntos Exteriores, Marise Payne informó que el gobierno ofreció 5 millones de dólares australianos para ayudar a Indonesia. El envío incluyó provisiones como albergues, agua, artículos de higiene, generadores. Además, unos 50 profesionales médicos viajaron a Indonesia.[42]
- Nueva Zelanda: El vice primer ministro y ministro de Relaciones Exteriores de Nueva Zelanda, Winston Peters, ofreció asistencia a Indonesia.[34]

#### Organizaciones
- Organización de las Naciones Unidas: António Guterres expresó sus condolencias al gobierno y pueblo de Indonesia.[35]
- Organización Internacional del Trabajo: El director general del organismo, Guy Ryder, dio a conocer el compromiso y manifestó las "más sentidas condolencias a todos aquellos que han perdido familiares y seres queridos". Según el mensaje, la OIT se comprometió a laborar estrechamente con el Gobierno de Indonesia, asociaciones de empleadores y de trabajadores y otros colaboradores en el lugar; así como con las demás agencias de las Naciones Unidas para apoyar en el proceso de recuperación.[43]
- Unión Europea: La UE activó su sistema de mapas por satélite a través del programa comunitario Copérnico para apoyar a las autoridades de Indonesia en las labores de rescate tras el terremoto.[44]